# رولف کولر
رولف کولر (آلمانی: Rolf Köhler؛ ‏ ۲۴ مهٔ ۱۹۵۱ – ۱۶ سپتامبر ۲۰۰۷) موسیقی‌دان، خواننده، ترانه‌نویس، تهیه‌کننده موسیقی اهل آلمان بود. وی بین سال‌های ۱۹۷۴ تا ۲۰۰۷ میلادی فعالیت می‌کرد.
او با ماریوس مولر-وستنهاگن، ساکسون همکاری داشت و مدتها یکی از همخوانان گروه موسیقی آلمانی مدرن تاکینگ و بلو سیستم بود.